# Florin Bejan
Florin Bejan (ur. 28 marca 1991 w Mangalii) – rumuński piłkarz występujący na pozycji obrońcy w klubie FC Hermannstadt. Wychowanek Steauy Bukareszt, w swojej karierze grał także w takich zespołach jak Viitorul Constanța, ASA Târgu Mureș, Cracovia i Concordia Chiajna. Były reprezentant Rumunii do lat 21.

## Sukcesy

### ASA Târgu Mureș
- Superpuchar Rumunii: 2015